# Lola Gaos
Lola Gaos (eigentlich Dolores Gaos Gonzáles Pola, * 2. Dezember 1921 in Valencia; † 4. Juli 1993 in Madrid) war eine spanische Schauspielerin.

## Leben
Nachdem Gaos' Familie nach dem Spanischen Bürgerkrieg nach Südamerika ins Exil gegangen war, begann sie dort ihre Bühnenkarriere. 1945 kehrte sie in ihr Geburtsland zurück und ging mit den Theatern unter Mercedes Prendes, Mary Carrillo und Guillermo Marin auf Tournee, wobei sie zahlreiche Klassiker interpretierte. 1949 war sie erstmals, für den kurzen El sótano, für den Film tätig. In den folgenden zwei Jahrzehnten wurde sie zur gefragten Darstellerin unter Regisseuren wie Luis Buñuel, Luis García Berlanga, José María Forqué oder Juan Antonio Bardem.
Beim spanischen Fernsehen trat sie bereits 1957 erstmals auf und wirkte in einigen bekannten Serien wie Los Tele-Rodriguez und den frivol-ironischen Historía de la frivolidad, Historías pata no dormer oder Tres eran tres mit.
Mehrfach wurde Gaos ausgezeichnet; so erhielt sie 1972 und 1975 den Círculo de Escritores Cinematográficos und 1970 den Preis der spanischen Filmgesellschaft. 
Sie bekannte sich zeitlebens zum Kommunismus.

## Filmografie (Auswahl)
- 1953: Esa pareja feliz
- 1959: Molokai, la isla maldita
- 1961: Viridiana
- 1966: Ohne Dollar keinen Sarg (El precio de un hombre)
- 1970: Tristana
- 1972: Mein geliebtes Fräulein (Mi querida señorita)
- 1989: Gran sol